# Halina Poświatowska
Halina Poświatowska, rozená Mygová (9. května 1935 Čenstochová – 11. října 1967 Varšava) byla polská básnířka a spisovatelka.
Poświatowska je známá svou lyrickou poezií a intelektuální, vášnivou, ale nesentimentální poezií na témata smrti, lásky, existence, slavných historických osobností.

## Život
Halina Poświatowska se narodila s vážnou srdeční chorobou. Velkou část svého krátkého života strávila v nemocnicích a zotavovnách. Tam se seznámila se svým budoucím manželem Adolfem Ryszardem Poświatowskim, který rovněž trpěl srdeční chorobou, a za kterého se 30. dubna 1954 provdala. Manželství vydrželo pouhé dva roky a Halina v 21 letech ovdověla.
Její první srdeční operace byla provedena ve Filadelfii v roce 1958. Její plavba po moři na polské zaoceánské lodi MS Batory, náklady na její pobyt a samotná procedura byly financovány z peněz shromážděných polskými Američany. Operace byla natolik úspěšná, že jí umožnila žít dalších devět let. Místo toho, aby se poté vrátila do Polska, zapsala se na Smith College v Northamptonu ve státě Massachusetts, kde za 3 roky dokončila studium, přičemž začala zcela bez znalosti angličtiny. Poté, když odmítla nabídku na studium s plnou finanční podporou, kterou jí poskytla fakulta filozofie Stanfordovy univerzity, vrátila se do Polska, kde studovala filozofii na Jagellonské univerzitě v Krakově.
Zemřela před získáním doktorátu, jako student 4. ročníku, ve 32 letech po druhé operaci srdce, tentokrát provedené v Polsku, k nápravě získané chronické srdeční vady, která omezovala její pohyblivost a dýchání. Nemoc ji postihla kvůli chronickému nachlazení v devíti letech života, během druhé světové války při německé okupací Polska.
Byla pohřbena v Čenstochové na hřbitově sv. Rocha vedle svého manžela.
Dne 9. května 2007 bylo v domě jejích rodičů otevřeno jí věnované muzeum – Dům poezie. Na hlavní ulici jejího rodného města Częstochowa byl postaven pomník v podobě zahradní lavičky s postavou básnířky v životní velikosti.

## Sbírky básní
- Hymn Bałwochwalczy (1958),
- Dzień dzisiejszy (1963),
- Oda do rąk (1966),
- Jeszcze jedno wspomnienie (1967).